# إدي بوروس
إدي بوروس (بالإنجليزية: Eddie Boros)‏ هو فنان أمريكي، ولد في 1934 في نيويورك في الولايات المتحدة، وتوفي بنفس المكان في 27 أبريل 2007.